# Chongqing Rural Commercial Bank
Сельский коммерческий банк Чунцина — коммерческий банк со штаб-квартирой в Чунцине, одном из крупнейших городов западного Китая. Основная цель банка — финансирование развития сельской местности в центральных и западных провинциях КНР.
Предшественник банка был основан в 1951 году, в современной форме был зарегистрирован в 2008 году. В 2010 году акции банка были размещены на Гонконгской фондовой бирже, а в 2019 году — также и на Шанхайской фондовой бирже.
Сеть банка состоит из 1765 отделений, также включает 12 дочерних городских и сельских банков в пяти провинциях КНР. На конец 2020 года активы банка составляли 1,136 трлн юаней ($174 млрд), из них 487 млрд пришлось на выданные кредиты, 430 млрд на инвестиции в ценные бумаги (в частности на 113 млрд гособлигаций КНР). Из пассивов 725 млрд составили принятые депозиты.